# Innri-Skúti
Innri-Skúti är ett berg i republiken Island. Det ligger i regionen Suðurland, 130 km nordost om huvudstaden Reykjavík. Toppen på Innri-Skúti är 710 meter över havet.
Trakten runt Innri-Skúti är nära nog obefolkad, med mindre än två invånare per kvadratkilometer. Det finns inga samhällen i närheten. Trakten runt Innri-Skúti består i huvudsak av gräsmarker.